# کانه تاناکا
کانه تاناکا (田中カ子 تاناکا کانه) (با زادنام Ota؛ ۲ ژانویهٔ ۱۹۰۳ – ۱۹ آوریل ۲۰۲۲) ابرصدساله ژاپنی بود.
او در سال ۲۰۱۹ (با ۱۱۹ سال، ۱۰۷ روز سن) به عنوان پیرترین انسان زنده در جهان شناخته شد. او حکومت پنج امپراتور ژاپن در دوران مدرن را به چشم دید.
وی قرار بود در می ۲۰۲۱ مشعل المپیک ژاپن را حمل کند، اما به دلیل فراگیری بیماری کرونا از این تصمیم کناره‌گیری کرد.

## زندگی‌نامه
تاناکا در ۲ ژانویه ۱۹۰۳ در روستای کازوکی (بخشی از فوکوئوکا) ژاپن، در جزیره کیوشو متولد شد. تاناکا زودرس به دنیا آمد و پس از فوت مادرش از شیر پرستاران تغذیه کرد. در طول جنگ جهانی دوم، او به همراه همسر و پسرش مشغول به کار در یک فروشگاه کیک برنج فروشی بودند، او تا قبل از بازنشستگی کار خود را تا سن ۶۳ سالگی در فروشگاه ادامه داد. در دهه ۱۹۷۰ برای ملاقات برادرزاده‌ها و خواهرزاده‌هایش به ایالات متحده رفت.
وی در ۱۹ سالگی با یک مغازه‌دار ثروتمند برنج ازدواج کرد و تا ۱۰۳ سالگی در مغازه مشغول کار بود.
وی دو بار از بیماری سرطان جان سالم به در برده بود و شاهد هر دو جنگ جهانی همراه با همه‌گیری ویروس آنفولانزای اسپانیایی در سال ۱۹۱۸ و کرونا در سال ۲۰۲۰ بوده‌است.
در سن ۱۰۳ سالگی، تاناکا به سرطان روده مبتلا شد، امّا نجات پیدا کرد. وقتی که به سن ۱۰۷ سالگی رسید، پسرش کتابی در رابطه با طول عمر او نوشت، نام کتاب او "در اوقات خوب و بد ۱۰۷ سالگی " عنوان شد. پس از درگذشت چیوماکو، او در خانه سالمندان زندگی می‌کرد، او در سال ۲۰۱۸ گفت که دوست داشت تا ۵ سال دیگر یعنی تا ۱۲۰ سالگی زندگی کند.
تاناکا دارای اشتهای قوی بود و شیرینی را دوست داشت. خواهرزادهٔ بزرگ او می‌گفت که او ماندگاری خود را از ایمان نسبت به خدا به دست می‌آورد.

## رویداد ۹ مارس ۲۰۱۹ و ثبت در گینس
او در تاریخ ۹ مارس ۲۰۱۹ به عنوان پیرترین انسان زنده جهان توسط رکوردهای جهانی گینس شناخته شد.

## درگذشت
تاکانا در روز ۱۹ آوریل ۲۰۲۲ در سن ۱۱۹ سالگی درگذشت.